# Шарма, Робин
Ро́бин Ша́рма (англ. Robin Sharma) — канадский писатель, один из самых известных в Северной Америке специалистов по мотивации, лидерству и развитию личности.

## Карьера
Робин Шарма получил степень juris doctor (что приблизительно равно специалисту в российской системе образования), так как собирался стать адвокатом (и впоследствии стал им). Но, несмотря на материальный достаток, который обеспечивала юридическая практика, он постепенно осознавал, что «в сердце — пустота». В конце концов, он оставил адвокатскую практику и выпустил свою первую книгу.
Объединив западные технологии достижения успеха и максимальной работоспособности с восточной мудростью совершенствования разума, тела и духа, он стал помогать другим людям в повышении качества жизни.
Он также спортсмен, занимается триатлоном и тхэквондо. Любит кататься на лыжах.

«Катание на лыжах — прекрасный учебник жизни. Как и в жизни, мы учимся большему на трудных трассах, а не на лёгких», — считает Робин Шарма.

В настоящее время, помимо писательской деятельности, проводит семинары и читает лекции по всему миру. Среди его клиентов много предпринимателей и руководителей разных уровней. Кроме того, Робин Шарма является постоянным участником радио- и телепрограмм компаний «CBC» и «CBS», а его выступления опубликованы в таких известных печатных изданиях, как «USA Today», «National Post» и «The Globe and Mail».
Активно занимается созданием благотворительной организации «Детский Фонд Робина Шармы», поставившей перед собой цель помочь детям из бедных семей в достижении своих желаний.

## Работы
Его самая известная книга, «Монах, который продал свой «феррари»», написана в виде притчи и была издана во многих странах. В ней рассказывается о необыкновенной истории Джулиана Мэнтла — богатого адвоката, которому довелось пережить духовный кризис. Но погружение в древнюю культуру изменяет его жизнь; он открывает для себя новый мир, учится жить настоящим, беречь время, мыслить позитивно и жить согласно своему призванию.
Книга издана в 18 странах более чем на 15 языках. А издательство HarperCollins Canada получило от компании SMG Pictures предложение снять фильм по книге «Монах, который продал свой Феррари».
Серия книг «Монах, который продал свой Феррари» является национальным бестселлером в США, а в Канаде продано более 200,000 экземпляров этой серии.
Другие работы Робина Шармы:
1994 - «СуперЖизнь! 30-дневное путешествие к настоящей жизни» (англ. Megaliving!: 30 Days to a Perfect Life)
1998 - «Уроки лидерства от монаха, который продал свой „Феррари“» (англ. Leadership Wisdom from the Monk Who Sold His Ferrari)
1999 - «Кто заплачет, когда ты умрёшь?» (англ. Who Will Cry When You Die: Life Lessons from the Monk Who Sold His Ferrari)
2001 - «Уроки семейной мудрости от монаха, который продал свой „Феррари“» (англ. Family Wisdom from the Monk Who Sold His Ferrari)
2002 - «Святой, Серфингист и Директор» (англ. The Saint, the Surfer, and the CEO)
2006 - «101 совет по достижению успеха от монаха, который продал свой „Феррари“» (англ. The Greatness Guide: 101 Lessons for Making What's Good at Work and in Life Even Better)
2008 - «100 + 1 идея для раскрытия вашего потенциала от от монаха, который продал свой "феррари"» (англ. The Greatness Guide Book 2: 101 More Insights to Get You to World Class)
2010 - «Лидер без титула» (англ. The Leader Who Had No Title)
2011 - «9 тайных посланий от монаха, который продал свой "феррари"» (англ. The Secret Letters of the Monk Who Sold His Ferrari)
2018 - «Клуб "5 часов утра"» (англ. The 5 AM Club)
2021 - «Манифест героя нашего времени» (англ. The Everyday Hero Manifesto)

## Интересные факты
- Любимая книга — «Алхимик» Пауло Коэльо.[источник не указан 4817 дней]
- Первые три свои книги Робин Шарма напечатал и издал самостоятельно, после чего на его талант писателя обратил внимание бывший президент издательской компании HarperCollins Эд Карсон.